# Tuczapy (obwód lwowski)
Tuczapy (ukr. Тучапи) – wieś na Ukrainie w rejonie lwowskim (wcześniej w rejonie gródeckim) obwodu lwowskiego. Wieś liczy 492 mieszkańców.
W II Rzeczypospolitej do 1934 samodzielna gmina jednostkowa. Następnie należała do zbiorowej wiejskiej gminy Rodatycze w powiecie gródeckim w woj. lwowskim. Po wojnie wieś weszła w struktury administracyjne Związku Radzieckiego.